# Muuraissaari (ö i Norra Savolax, Varkaus, lat 62,19, long 28,61)
Muuraissaari är en ö i Finland. Den ligger i sjön Enonvesi och i kommunen Varkaus i den ekonomiska regionen  Varkaus ekonomiska region  och landskapet Norra Savolax, i den sydöstra delen av landet, 290 km nordost om huvudstaden Helsingfors. Öns area är 69,9 hektar och dess största längd är 1,5 kilometer i nord-sydlig riktning.